# Center for Strategic and International Studies
Center for Strategic and International Studies (CSIS) er en amerikansk tænketank som tager sig af forsvars-, sikkerheds- og udenrigspolitiske spørgsmål. CSIS blev grundlagt i 1964 af admiral Arleigh A. Burke og ambassadør David M. Abshire. Den er ikke partipolitisk eller ideologisk bundet. Tænketanken var opprindelig koblet til Georgetown University, men koblingen mellemn universitetet og tænketanken blev afsluttet den 1. juli 1987. Organisationen har sit hovedsæde i Washington, DC og har omkring 220 ansatte. Administrerende direktør fra april 2000 er John J. Hamre.

## Kendte personer som er eller har være tilknyttet CSIS
- Madeleine K. Albright
- Ehud Barak
- James L. Jones
- Walter Z. Laqueur
- Antony Blinken